# Catégorie des petites catégories
En mathématiques, plus précisément en théorie des catégories, la catégorie des petites catégories, notée Cat, est la catégorie dont les objets sont les petites catégories et dont les morphismes sont les foncteurs entre petites catégories. Cat peut en fait être considérée comme une 2-catégorie, les transformations naturelles servant de 2-morphismes.
L'objet initial de Cat est la catégorie vide 0, qui est la catégorie sans objets et sans morphismes. L'objet final est la catégorie finale ou catégorie triviale 1 ayant un seul objet et un seul morphisme.
La catégorie Cat est elle-même une grande catégorie, et donc pas un objet en soi. Pour éviter des problèmes analogues au paradoxe de Russell, on ne peut pas former la « catégorie de toutes les catégories ». Mais il est possible de former une quasi-catégorie (c'est-à-dire que les objets et les morphismes forment simplement un conglomérat) de toutes les catégories.

## Catégorie libre
La catégorie Cat a un foncteur d'oubli U vers la catégorie des carquois Quiv :
U : Cat → Quiv
Ce foncteur oublie les morphismes identité d'une catégorie donnée, ainsi que les compositions de morphismes. L'adjoint à gauche de ce foncteur est un foncteur F ramenant Quiv aux catégories libres correspondantes :
F : Quiv → Cat

## Propriétés 1-catégorielles
- Cat a toutes les petites limites et colimites.
- Cat est une catégorie cartésienne fermée, munie d'une exponentielle {\displaystyle D^{C}} donnée par la catégorie de foncteurs {\displaystyle \mathrm {Fun} (C,D)}.
- Cat n'est pas localement cartésienne fermée.
- Cat est localement finiment présentable.